# Doris Schmidts
Doris Schmidts (n. 10 octombrie 1988 în Brașov, domiciliată în prezent în Karlsruhe) este câștigătoarea concursului Miss Germany din data de 14 februarie 2009, care a avut loc la Europa-Park din Rust.
Studentă al colegiului de economie la Universitatea din Heilbron, că Miss Baden-Württemberg, s-a putut impune față de celalalte 22 concurente.
Înălțimea ei este 178 cm, are părul castaniu și ochii maro. Măsurile ei sunt 84-62-91, mărimea confecției fiind 36.